# کورگان، ترکیه
کورگان (به ترکی استانبولی: Korgan) شهری است در کشور ترکیه که در استان اردو واقع شده‌است. جمعیت این شهر بر اساس سرشماری سال ۲۰۰۸ میلادی ۱۲٬۹۶۷ نفر و بر اساس برآوردهای سال ۲۰۰۹ میلادی ۱۳٬۱۶۱ نفر می‌باشد.